# Gerhard Hamm
Gerhard Hamm (Trier, 9 januari 1835 - Venlo, 26 september 1904) was een Nederlandse componist van Duitse afkomst.

## Levensloop
Hij was een zoon van Johann Baptist Hamm en Margaretha Mulle. Hij trouwde zelf met Maria Elisabeth Hubertine van Daelen. Hun zoon Karel Hamm (1876-1937) ging ook de muziekwereld in en stelde in 1933 een overzicht samen betreffende het werk van zijn vader.
Hij kreeg zijn eerste muziekopleiding van zijn vader en daarna aan de Dornmusikschule in Trier, waarbij de nadruk lag op viool. Een van zijn eerste functies was organist te Echternach in Luxemburg, gevolgd door het leraarschap aan een college aldaar. Eenmaal in Venlo werd hij in 1860 directeur van het Philharmonisch Gezelschap, in 1861 van de Liedertafel Orpheus en in 1871 van het door hemzelf opgerichte Gemengd Koor. Hij was tevens leraar op de Venlose Rijksnormaalschool en corresponderend lid van de Nederlandsche Toonkunstenaars-Vereniging.
Zijn werk Goeden Nacht werd in 1868 onderscheiden bij een compositiewedstrijd van Liedertafel Euterpe in Amsterdam. Dat hij bij thuiskomst in Venlo werd gehuldigd met een fakkeloptocht die georganiseerd was door de plaatselijke muziekverenigingen, illustreert zijn populariteit in zijn woonplaats. Ook met een mis voor drie mannenstemmen haalde hij de eerste prijs in een wedstrijd uitgeschreven door het Bisdom Haarlem. In 1873 organiseerde hij een groot muziekfestival waarbij in heel Venlo concerten werden gegeven. 
Hamm heeft een belangrijke bijdrage geleverd aan het muzikale leven in Zuid-Nederland. Als componist, dirigent, solist en muziekpedagoog heeft hij een grote muzikale nalatenschap. In aanvulling op die werkzaamheden schreef hij artikelen voor de muziektijdschriften Caecilia, Muziekbode en Neue Musikzeitung.

## Postuum
In april 1905 verzochten de besturen van diverse verenigingen in Venlo een vergoeding van maximaal een gulden aan de leden en leerlingen van Hamm om een gedenksteen te bekostigen, die op 8 oktober onthuld werd
In januari 1935 legde burgemeester Bernard Berger van Venlo ter ere van zijn 100ste geboortedag een krans op Hamms graf.

## Werken
Gerhard Hamm heeft circa 500 werken voor allerlei instrumenten, stemmen en bezettingen gecomponeerd, waarvan er maar weinig zijn uitgegeven. Globaal zijn de werken te verdelen in: 
- 33 solowerken
- 24 walsen
- 8 trio's en kwartetten
- 27 werken voor viool en piano
- 3 soli voor klarinet
- 47 fantasieën
- 14 duetten
- 13 ouvertures voor orkest en harmonie
- 12 grotere werken voor gemengd koor, soli en begeleiding
- 9 drie- en vierstemmige vrouwenkoren
- 51 mannenkoren
- 28 gemengde koren
- 149 diverse werken voor orkest

Hamms muziek verdween in de vergetelheid, maar in 2021 verscheen een cd waarop de pianist Camiel Boomsma pianomuziek vastlegde van Gerhard en zijn zoon Karel Hamm.
- Biografisch Portaal: 07065884
- Digitale Bibliotheek voor de Nederlandse Letteren: hamm007
- Gemeinsame Normdatei: 1249081149
- International Standard Name Identifier: 0000 0003 9658 5148
- Nederlandse Thesaurus van Auteursnamen: 255183429
- Virtual International Authority File: 291556984
- WorldCat: E39PBJc83kHtdqXFY48XTQgqcP